# Rodela votiva
La rodela votiva era un tipo de recompensa militar. 
Consistía en dar al soldado o jefe que la hubiera merecido una de las rodelas o escudos que se hubieran cogido al enemigo que se habían depositado y colgado en los templos a modo de exvoto. Solía ser de metal fino y algunas veces adornado de plata u oro, sobre el que se grababa el nombre del recompensado o la acción que había merecido la recompensa y, a veces, la imagen del Emperador, General o Cónsul que la dispensaba.